# 山口南インターチェンジ
山口南インターチェンジ（やまぐちみなみインターチェンジ）は、山口県山口市鋳銭司にある山陽自動車道のインターチェンジ。小郡道路（高速自動車国道に並行する一般国道自動車専用道路）に接続しており、ジャンクションの機能も兼ねる。
広島方面から山口市南部（小郡・秋穂・阿知須）や宇部方面へアクセスするのに便利なICである。

## 歴史
- 1987年（昭和62年）12月4日：防府東IC - 山口JCT間開通に伴い、供用開始[1]。この時点では大竹JCT方面出入口のみのハーフICとして供用。
- 2001年（平成13年）6月27日：小郡道路の延伸に伴い、当ICがフルIC化される[2]。

## 周辺
- 長沢池
- 四辻駅（JR西日本 山陽本線）
- 山口県セミナーパーク
- やまぐち総合教育支援センター

## 接続する道路
- 国道2号
- E2 小郡道路

## 料金所
- ブース数：5

### 入口
- ブース数：2
  - ETC専用：1
  - 一般：1

### 出口
- ブース数：3
  - ETC専用：1
  - 一般：2

## その他
- 2001年（平成13年）に行われた山口きらら博の会場へは、このインターから小郡道路を経由し山口県道212号山口阿知須宇部線を利用するルートがメインルートとして案内されていた。
- 本ICから小郡道路・山口宇部道路を介して山陽自動車道宇部下関線と連絡しているが、料金は通算されないため、一旦山口南ICの料金所で精算する必要がある。ただし、中国自動車道で大規模補修工事が行われる際には、工事期間中ETC車に限り山陽道（宇部下関線）経由でも中国道経由で計算する特例措置が設けられている[3]。

## 隣
E2 山陽自動車道
(40)防府西IC - 佐波川SA - (41)山口南IC - (33)山口JCT
E2 小郡道路
(41)山口南IC - 陶IC